# Deobandismus

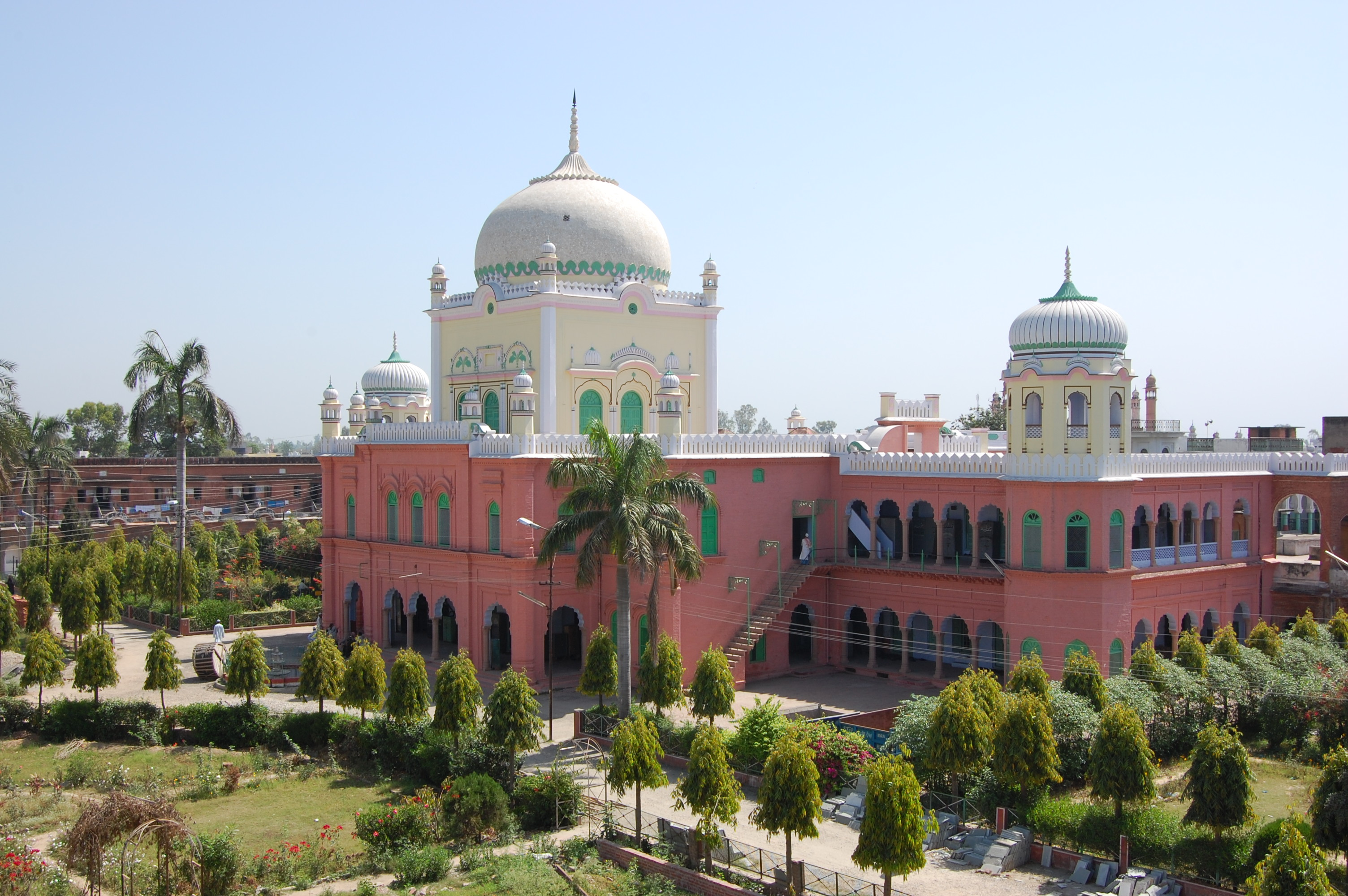
Darul Ulúm v indickém Deobandu

Deobandismus je novodobý směr islámu charakteristický fundamentalistickým výkladem víry a současně islamistické hnutí podobně jako známější a světově rozšířenější salafismus. Vznikl v 19. století na semináři Darul Ulúm ve městě Deobandu v Indii. Deobandský směr oproti salafismu neuplatňuje přísně doslovný výklad islámu a ani nemá potřebu bojovat s moderní západní společností jako celkem, ale jen s některými jejími aspekty. To jej někdy staví do opozice vůči radikálnějším směrům a hnutím doslovnějších výkladů jako již zmíněný salafismus. V současnosti je deobandismus coby ideologie zastávána například hnutím Tálibán v Afghánistánu, které má rovněž nepřátele mezi islamistickými hnutími salafistů (zejména IS-K).